# Medicinska fakulteta v Münchnu
Medicinska fakulteta v Münchnu (nemško Medizinische Fakultät) je fakulteta, ki deluje v okviru Univerze v Münchnu in je bila ustanovljena leta 1472.
Trenutni dekan je Maximilian Reiser.